# Julia Großner
Julia Großner(Weimar, 4 de maio de 1988) é uma jogadora de vôlei de praia alemã, competindo nesta modalidade sagrou-se medalhista de  bronze no Mundial Universitário de 2008 na Alemanha e de ouro na Letônia em 2017.

## Carreira
Na temporada de 2008 ao lado de Frederike Fischer obteve a medalha de bronze no Campeonato Mundial Universitário de Voleibol de Praia de Hamburgo.

No ano de 2014 formou dupla com Victoria Bieneck para disputar o Campeonato Europeu de Vôlei de Praia, Masters de Cagliari, e finalizaram em quarto lugar.
No ano de 2017, formava dupla com Nadja Glenzke e conquistaram a medalha de ouro no Campeonato Europeu de Voleibol de Praia em Jūrmala.

## Títulos e resultados
- Campeonato Europeu  de Vôlei de Praia:2014